# Haapajärvi (sjö i Laukas, Mellersta Finland)
Haapajärvi är en sjö i kommunen Laukas i landskapet Mellersta Finland i Finland. Arean är 37 hektar och strandlinjen är 3,18 kilometer lång. Sjön  ingår i Kymmene älvs huvudavrinningsområde.   Den ligger omkring 30 kilometer norr om Jyväskylä och omkring 260 kilometer norr om Helsingfors. 
I sjön finns ön Haapasaari. 